# 이문영 (축구인)
이문영(李文榮, 1965년 5월 5일 ~ )은 대한민국의 축구 감독이다.

## 클럽 경력
1987년 유공 코끼리에 입단하여 1992시즌까지 활약하였고 프로 데뷔 첫 해이자 주말 2연전이 시행된 한편 프로야구의 선례를 본따 홈팀이 흰색, 원정팀이 유색 유니폼을 입었던 1987년에는 유공이 수원을 제2홈구장으로 사용했으며 3월 28일과 3월 29일 럭키금성 황소와 개막 2연전을 치뤘는데 개막전 경기에서 들것에 실려나갔으나 다음 날 1-0 무실점 승리를 거두었고 그 이후 9월 19일과 9월 20일 수원 럭키금성과의 2연전에서 연속 무실점(19일 3-0 승, 20일 0-0 무)을 기록했는데 주말 2연전 제도는 선수 부상 등의 문제점 탓인지 1년 만에 폐지됐으며 프로야구의 선례를 본따 홈팀이 흰색, 원정팀이 유색 유니폼을 입었던 것은 다음 해부터 홈팀이 유색, 원정팀이 흰색 유니폼을 입는 것으로 변경됐다.

## 국가대표팀 경력
1986년 아시안 게임 축구에서 대한민국 축구 국가대표팀의 일원으로 참석하였다.